# 达尔汉·阿萨季诺夫
达尔汉·阿布萨德科维奇·阿萨季诺夫（1987年8月8日—），哈萨克斯坦男子空手道运动员，2010年亚洲运动会男子60公斤级金牌得主、2020年夏季奥林匹克运动会男子67公斤级铜牌得主。